# Sauce vierge
Sauce vierge (Frans voor "maagdelijke saus") is een van de klassieke sauzen uit de Franse keuken. De saus werd geïntroduceerd in de nouvelle cuisine door de Franse chef-kok Michel Guérard.
De saus wordt normaal gesproken gemaakt van blokjes gesneden tomaten, gehakte basilicum, citroensap en olijfolie. Basilicum wordt in de receptuur soms vervangen door andere kruiden, zoals peterselie en dragon. Daarnaast worden ook wel knoflook of korianderzaadjes toegevoegd.